# Donde hubo fuego
Donde hubo fuego es una telenovela web de suspenso melodramática mexicana producida por Argos Televisión para Netflix, en el 2022. La telenovela es una historia original de José Ignacio Valenzuela que gira en torno a la venganza del hermano de un periodista que investigaba la relación de un asesino serial con una estación de bomberos. Se lanzó a través de Netflix el 17 de agosto de 2022.
Está protagonizada por Eduardo Capetillo, Itatí Cantoral, Esmeralda Pimentel, Iván Amozurrutia y Oka Giner, junto con Plutarco Haza como el villano principal.

## Trama
Donde hubo fuego sigue la historia de Poncho (Iván Amozurrutia), un joven atlético que quiere investigar más a fondo el asesinato de Daniel (Mauricio Henao), su hermano, por lo que se propone encontrar al culpable y buscar justicia. Su rastro conduce a la estación de bomberos «Comandante Raúl Padilla Arellano», en un barrio de la Ciudad de México, por lo que Poncho decide infiltrarse en la estación de bomberos de forma encubierta y comienza su investigación mientras realiza su trabajo diario como bombero, con todos los riesgos que pueda conllevar. Una de sus compañeras es Olivia (Esmeralda Pimentel), la única mujer bombero de la estación, que se une a él en su búsqueda de la verdad tras descubrir las verdaderas intenciones de Poncho. Al mismo tiempo, llega a su fin la condena de Ricardo Urzúa (Eduardo Capetillo), acusado de supuestamente asesinar a varias mujeres, por lo que sale de prisión en McAllen, Texas y se traslada a la Ciudad de México, donde es acogido por Gloria (Itatí Cantoral), dueña de una pensión ubicada al frente de la estación de bomberos. Al comenzar una nueva vida y con la ayuda de Gloria, Ricardo hace todo lo posible por convertirse en jefe de la estación, buscando también respuestas para sacar a la luz la verdad, así como para su hijo, que no sabe nada de él.

## Reparto
Una lista del reparto confirmado se publicó el 27 de enero de 2022.

### Principales
- Eduardo Capetillo como Ricardo Urzúa Lozano
  - Eduardo Capetillo Gaytán interpretó a Ricardo de joven
- Itatí Cantoral como Gloria María «Glorita» Carmona vda. de Padilla
- Esmeralda Pimentel como Olivia Serrano
  - Ana Tena interpretó a Olivia de adolescente
- Iván Amozurrutia como Alfonso «Poncho» Quiroga  / Alfonso Urzúa Luján / Alfonso Carrasco
- Oka Giner como Leonora Robledo
- Plutarco Haza como Hugo González Cortez «El carnicero de Reynosa» / Noé Serrano Diccarey
  - Manuel Alcaraz interpretó a Hugo de joven[7]
- Mauricio Henao como Daniel Quiroga / Daniel Urzúa Luján
- Javier Díaz Dueñas como Elías Solórzano
- Humberto Busto como Ángel Linares
- Polo Morín como Julián Montoya
- Antonio Sotillo como Alejandro Molina
- Daniel Gama como Gerardo Figueroa

### Recurrentes e invitados especiales
- Ana Jimena Villanueva como Ana Linares[8]
- Tamara Mazarrasa como Gabriela «Gaby»[9]
- Nahuel Escobar como Fabio Padilla Carmona[10]
- Rebeca Herrera como Rosario Sarmiento
- Mónica Guzmán como Penélope
- Giovanna Reynaud como Mayte
- Tomás Rojas como Artemio Román
  - Mau Orendáin interpretó a Artemio de joven
- Luis Felipe Castellanos como Antonio Pedraza
- José Manuel Rincón como Erick Padilla[11]
- Valeria Burgos como Fátima
- Anilú Pardo como Beatriz «Bety» Robles
- Lucero Cardoza como Flor Luján Rocha
- Andrea de Fátima como Isabel Urzúa
- Ixchel Flores Machorro como Elena
- Ramón Reche como Saúl Lozano
- Saúl Mercado como Felipe Núñez
- Adrián Aguirre como Miguel Espinoza
- Beba Cuervo como Laura
- Cayetano Arámburo como Luis[12]
- Everardo Arzate como Esteban[13]
- Alejandro Oliva como Pedro Chávez
- Anna Salas como Esther
- Haydeé Navarra como Begoña
- Apolinar Salgado Goytia como Guillermo
- Mariana Lambarri como Tina
- Alma Rosa Añorve como Lucy
- Francisco Chapa como Ramón

## Episodios
| N.º | Título                              | Fecha de lanzamiento original |
| --- | ----------------------------------- | ----------------------------- |
| 1   | «Soñar con fuego»                   | 17 de agosto de 2022          |
| 2   | «La muerte no perdona»              | 17 de agosto de 2022          |
| 3   | «Es solo mi jefe»                   | 17 de agosto de 2022          |
| 4   | «McAllen»                           | 17 de agosto de 2022          |
| 5   | «¿Sabes dónde te estás metiendo?»   | 17 de agosto de 2022          |
| 6   | «La primera noche es más difícil»   | 17 de agosto de 2022          |
| 7   | «Los muertos pueden hablar»         | 17 de agosto de 2022          |
| 8   | «Historia familiar»                 | 17 de agosto de 2022          |
| 9   | «Información es poder»              | 17 de agosto de 2022          |
| 10  | «Desconfía y acertarás»             | 17 de agosto de 2022          |
| 11  | «El pasado me persigue»             | 17 de agosto de 2022          |
| 12  | «Un padre no se equivoca»           | 17 de agosto de 2022          |
| 13  | «Un poco de distancia»              | 17 de agosto de 2022          |
| 14  | «Manzana prohibida»                 | 17 de agosto de 2022          |
| 15  | «No creo en coincidencias»          | 17 de agosto de 2022          |
| 16  | «Secreto bajo tierra»               | 17 de agosto de 2022          |
| 17  | «Sorpresa»                          | 17 de agosto de 2022          |
| 18  | «Retrato hablado»                   | 17 de agosto de 2022          |
| 19  | «No es la persona que todos creen»  | 17 de agosto de 2022          |
| 20  | «Pasado presente»                   | 17 de agosto de 2022          |
| 21  | «Golpe al corazón»                  | 17 de agosto de 2022          |
| 22  | «Perderlo todo»                     | 17 de agosto de 2022          |
| 23  | «Si no son míos, no serán de nadie» | 17 de agosto de 2022          |
| 24  | «Un hijo sin padre»                 | 17 de agosto de 2022          |
| 25  | «Una noche inolvidable»             | 17 de agosto de 2022          |
| 26  | «El amor nunca es demasiado»        | 17 de agosto de 2022          |
| 27  | «Las coincidencias no existen»      | 17 de agosto de 2022          |
| 28  | «Padre e hijo»                      | 17 de agosto de 2022          |
| 29  | «Bajo tierra»                       | 17 de agosto de 2022          |
| 30  | «Corazones rotos»                   | 17 de agosto de 2022          |
| 31  | «La razón de los motivos»           | 17 de agosto de 2022          |
| 32  | «Resucitar de entre los muertos»    | 17 de agosto de 2022          |
| 33  | «Ganadores y perdedores»            | 17 de agosto de 2022          |
| 34  | «Un padre extraño»                  | 17 de agosto de 2022          |
| 35  | «Road trip»                         | 17 de agosto de 2022          |
| 36  | «No necesitas a nadie más»          | 17 de agosto de 2022          |
| 37  | «No sabes estar solo»               | 17 de agosto de 2022          |
| 38  | «Siempre voy a ser otro»            | 17 de agosto de 2022          |
| 39  | «Llegó la hora»                     | 17 de agosto de 2022          |

## Producción
La producción inició rodaje el 26 de julio de 2021, confirmando a Itatí Cantoral y Eduardo Capetillo como parte de los roles principales; siendo la primera ficción de Netflix en formato telenovela. El 20 de enero de 2022, la telenovela fue anunciada por Netflix como parte de unos de sus títulos que conforman parte del concepto «Qué Drama: Novelas con "N" de Netflix». Días después, Iván Amozurrutia, Antonio Sotillo, Polo Morín, Daniel Gama, Humberto Busto, Oka Giner, Plutarco Haza y Esmeralda Pimentel fueron confirmados como parte del reparto principal. El tráiler oficial de la telenovela fue publicado en las redes sociales a través de las cuentas oficiales de Netflix el 19 de julio de 2022.

## Premios y nominaciones

### TV Adicto Golden Awards 2022
| Categoría                                 | Nominados                                                            | Resultado |
| ----------------------------------------- | -------------------------------------------------------------------- | --------- |
| Mejor vestuario                           | Bárbara González Monsreal                                            | Ganadora  |
| Revelación masculina                      | Eduardo Capetillo Gaytán                                             | Ganador   |
| Mejor retorno masculino                   | Eduardo Capetillo                                                    | Ganador   |
| Mejor actuación especial femenina         | Itatí Cantoral                                                       | Ganadora  |
| Mejor protagonista masculino              | Iván Amozurrutia                                                     | Ganador   |
| Mejor pareja                              | Daniel Gama y Nahuel Escobar                                         | Ganadores |
| Mejor historia original                   | José Ignacio Valenzuela                                              | Ganador   |
| Mejor reparto                             | Ana Vega                                                             | Ganadora  |
| Mejor dirección de escena                 | Moisés Ortiz Urquidi, Jorge Michel Grau, Laura Marco y Danny Gavidia | Ganadores |
| Mejor telenovela transmitida en streaming | Epigmenio Ibarra y Verónica Velasco                                  | Ganadores |